# Cyclohexylacetat
Cyclohexylacetat ist ein Carbonsäureester, der sich von Cyclohexanol und Essigsäure ableitet. Er wird als Duft- und Aromastoff verwendet.

## Herstellung
Cyclohexylacetat kann durch Veresterung von Cyclohexanol mit Essigsäure unter saurer Katalyse oder durch Umsetzung von Cyclohexen mit Essigsäure gewonnen werden.

## Verwendung
Cyclohexylacetat wird als Duftstoff in Kosmetika und Reinigungsmitteln eingesetzt, allerdings in geringer Menge unter 100 kg pro Jahr. In der EU ist es unter der FL-Nummer 09.027 als Aromastoff für Lebensmittel allgemein zugelassen.

## Toxikologie
Verschiedene Studien zur oralen Gabe bei Ratten und dermalen Applikation bei Kaninchen ergaben in allen Fällen einen LD50-Wert über 5 g/kg. Die Verbindung verursacht Augenreizungen und in hohen Konzentrationen Hautreizungen, jedoch keine Sensibilisierung.

## Sicherheitshinweise
Cyclohexylacetat hat einen Flammpunkt von 58 °C.